# Munkkulla

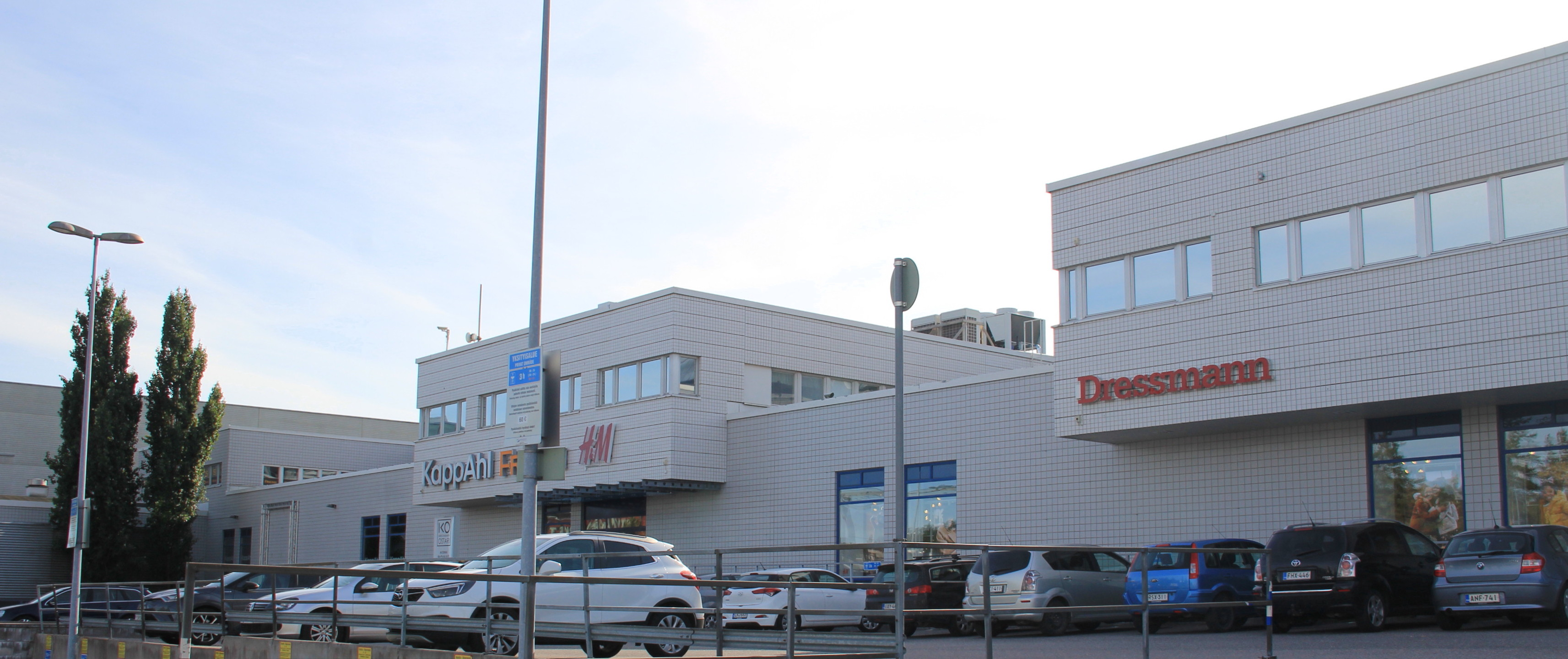
En stor del av kommunens tjänster finns i Munkkulla.

Munkkulla (finska: Munkinmäki) är en by och en kommundel i Kyrkslätt i det finländska landskapet Nyland. Byn ligger strax intill Kyrkslätts centrum i söder. En stor del av centrumets service finns i Munkkulla.

## Historia
Munkkulla gård fanns i byn fram till 1989 när hela gården brann. Gårdsbacken har länge varit obebyggt. På 1300-talet ägdes Munkkulla av Padis kloster i Estland och snarast syftar namnet på det förhållandet.

## Tjänster
I Munkkulla fins bland annat Prisma, Lidl, Tokmanni och Teboil. Kyrkslätts järnvägsstation finns nära Munkkulla.